# 8588 Avosetta
A 8588 Avosetta (ideiglenes jelöléssel 4025 P-L) a Naprendszer kisbolygóövében található aszteroida. Cornelis Johannes van Houten, Ingrid van Houten-Groeneveld és Tom Gehrels fedezte fel 1960. szeptember 24-én.